# 3218 Дельфін
3218 Дельфін (3218 Delphine) — астероїд головного поясу, відкритий 24 вересня 1960 року.
Тіссеранів параметр щодо Юпітера — 3,422.